# Libanesischer Bürgerkrieg
Der Libanesische Bürgerkrieg (arabisch الحرب الأهلية اللبنانية, DMG Al-Ḥarb al-Ahliyyah al-Libnāniyyah) dauerte von 1975 bis 1990. In seinem Verlauf bekämpften sich verschiedene Gruppierungen im Libanon in wechselnden Koalitionen. Darüber hinaus kam es zu mehreren Interventionen durch weitere Staaten.
Die Vielfalt der libanesischen Bevölkerung spielte eine Rolle bei den Konflikten vor und während des Bürgerkriegs: In den Küstenstädten waren sunnitische Muslime und meistens rum-orthodoxe Christen die Mehrheit, während schiitische Muslime überwiegend im Süden des Libanons und im nördlichen Beqaa-Tal im Osten ansässig waren. Die Drusen und maronitischen Christen lebten noch im 19. Jahrhundert vorwiegend in den bergigen Regionen des Landes (besonders Libanongebirge) und Umgebung.
In der Zeit vor dem Bürgerkrieg war die libanesische Regierung mehr von alteingesessenen Eliten der maronitischen Christen beeinflusst. Die Verbindung von Politik und Religion war unter dem französischen Mandat von 1920 bis 1943 verstärkt worden, und die parlamentarische Struktur des Landes bevorzugte eine führende Position für die libanesischen Christen, die damals die Mehrheit der Bevölkerung stellten. Dennoch war die muslimische Minderheit groß und der Libanesische Nationalpakt 1943 sollte eine proportionale Beteiligung aller Religionsgemeinschaften garantieren. Dadurch bildete sich ein komplizierter Religionsproporz in allen Bereichen der Politik, den die alten Führungsfamilien der Religionsgemeinschaften (genannt zaʿīm „Führer, Anführer“, Plural: zuʿamāʾ) für eine Aufteilung der Macht im Staat unter ihren Familien und Anhängern nutzten. Der Proporz des Nationalpakts verlor aber Legitimität, weil sich die Mehrheiten allmählich zugunsten der Muslime und innerhalb der Muslime zugunsten der Schiiten verschoben und die Zuwanderung von tausenden Palästinensern – zunächst 1948 und erneut 1967 – trug weiter zu einem demografischen Wandel im Libanon bei. Die von Christen dominierte Regierung des Libanon traf zunehmend auf Widerstand von Muslimen, Panarabisten und verschiedenen linksgerichteten Gruppen. Die meistens von zuʿamāʾ gegründeten politischen Parteien bildeten außerdem seit den 1930er Jahren zunehmend Parteimilizen, was die Verteilungskämpfe im damals wohlhabenden Libanon verschärfte. Im Kalten Krieg trugen diese Spannungen zur politischen Polarisierung bei, was schon die Libanonkrise 1958 verursacht hatte. Während die Christen meist auf der Seite der westlichen Welt standen, unterstützten Muslime, Panarabisten und Linke vorwiegend die mit der Sowjetunion verbündeten arabischen Länder und das arabische Vereinigungsstreben Gamal Abdel Nassers. Die Krise konnte zwischen 1958 und 1970 durch die umfassende Reformpolitik des Schihabismus von dem neuen libanesischen Präsidenten und ehemaligen Armeebefehlshaber Fuad Schihab entschärft und der Libanon hierdurch stabilisiert werden. Die Beseitigung des Schihabismus durch eine rechts-linke, christlich-muslimische Parteienkoalition 1970 ließ den Machtverteilungskonflikt jedoch erneut aufleben.
Kurz danach wurde die Führung der Palästinensischen Befreiungsorganisation (PLO) im Schwarzen September aus Jordanien in den Libanon vertrieben, den sie wieder zu Angriffen gegen Israel nutzte und verbündete libanesische Milizen massiv aufrüstete, um eine erneute Vertreibung zu verhindern, was christliche Milizen mit einer Gegenaufrüstung beantworteten. Die Kämpfe zwischen libanesischen christlichen Milizen auf der einen Seite und palästinensischen Guerillas der PLO und verbündeten, vorwiegend muslimischen und drusischen Milizen auf der anderen begannen schrittweise ab 1971 mit gegenseitigen Übergriffen, und der Bürgerkrieg brach im April 1975 voll aus. Die „rechten“, christlichen Milizen der Libanesischen Front forderten die Vertreibung der PLO, zumeist aller Palästinenser, um den Libanon aus dem Nahostkonflikt herauszuhalten. Die „linken“, vorwiegend (aber nicht nur) muslimischen Milizen der Libanesischen Nationalbewegung forderten die Reform oder Abschaffung des Nationalpakts. Kamal Dschumblat drohte sogar wiederholt mit Vertreibung der Christen aus dem Libanon. Es bildete sich eine Allianz zwischen Palästinensern und libanesischen Muslimen, Panarabisten und Linken gegen christliche, prowestliche, prolibanesische Milizen. Diese gegensätzlichen Ziele führten zur Eskalation des Konflikts.
Im Laufe des Konflikts wechselten jedoch die Allianzen und Feindschaften der Milizen schnell und unvorhersehbar. Der Bürgerkrieg verschärfte sich weiter, als ausländische Mächte wie Syrien, Israel und Iran sich einmischten und verschiedene Fraktionen unterstützten oder gegen sie kämpften. Verschiedene Friedenstruppen wie die Multinationale Truppe im Libanon (1982–84 mit Kontingenten aus den USA, UK, Frankreich und Italien) und die United Nations Interim Force in Lebanon (UNIFIL) und anfangs die Interarabische Sicherheitstruppe (Arab Deterrent Force) waren ebenfalls während dieser Zeit im Land stationiert. Israel gelang es 1982, die PLO-Führung aus Beirut nach Tunis zu vertreiben, woraufhin die Koalitionen der Bürgerkriegsmilizen noch wechselhafter wurden.
Die Verhältnisse verschoben sich, als 1988–90 der Oberbefehlshaber der libanesischen Armee Michel Aoun versuchte, alle Milizen mit Waffengewalt zu besiegen. Daraufhin schmiedete die seit Kriegsbeginn im Osten und Norden des Libanon, seit 1987 auch in Westbeirut, stehende syrische Armee ein loses Bündnis mit gegen Aoun eingestellten Einheiten der libanesischen Armee und allen Milizen (von den traditionell prosyrischen Amal und Marada über die mit der Islamischen Republik Iran verbündete Hisbollah und die zuvor mit der PLO verbündeten Milizen bis hin zu den eigentlich antisyrisch eingestellten Forces Libanaises), welche schließlich gemeinsam Aoun besiegten. 1989 markierte das Abkommen von Taif den Beginn des Endes der Kampfhandlungen, als ein von der Arabischen Liga ernannter Ausschuss begann, Lösungen für den Konflikt zu entwickeln. Der Bürgerkrieg endete 1990, mit einer faktischen syrischen Kontrolle und Besetzung des Libanon bis zur Zedernrevolution 2005. Im März 1991 verabschiedete das libanesische Parlament ein Amnestiegesetz, das alle politischen Verbrechen, die vor Inkrafttreten des Gesetzes begangen worden waren, begnadigte. Im Mai 1991 wurden alle bewaffneten Fraktionen, die im Libanon operierten, aufgelöst, mit Ausnahme der Hisbollah, einer von Iran unterstützten schiitischen Islamisten-Miliz, die auch Syrien gegen Israel weiter tolerieren wollte. Seitdem im Mai 2000 die von Israel unterstützte Südlibanesische Armee (SLA) zusammenbrach, ist heute nur noch die Hisbollah vollständig bewaffnet. 
Obwohl die libanesischen Streitkräfte nach dem Konflikt langsam wieder aufgebaut wurden und die einzige große nicht-sektiererische bewaffnete Institution des Libanon darstellten, war die Zentralregierung weiterhin nicht in der Lage, die bewaffnete Stärke der Hisbollah herauszufordern (und hatte bis 2005 auch kein Interesse daran). Religiöse Spannungen, insbesondere zwischen Schiiten und Sunniten, hielten im Libanon seit dem formalen Ende der Feindseligkeiten im Jahr 1990 an. Der Nationalpakt wurde in Kompromissform reformiert: Das Verhältnis christlicher und muslimischer Parlamentsabgeordneter beträgt seither 1:1 statt vorher 6:5, und das politisch mächtigste Amt ist der sunnitische Ministerpräsident, nicht mehr der christliche (meistens maronitische) Präsident. Aber der Religionsproporz des Nationalpakts wurde trotz Zweifel an seiner Zukunftsfähigkeit nicht aufgehoben, was den damit verbundenen Klientelismus, Nepotismus und die Korruption im Nachkriegslibanon noch deutlich aufleben ließ und zunehmend die infrastrukturellen Staatsaufgaben behindert und das vor dem Krieg reiche Land verarmen lässt (Müllkrise, Verkehrskrise, Wasser- und Elektrizitätskrise, siehe Proteste im Libanon 2019–20).

## Vorgeschichte und Ursachen

### Osmanische und europäische Herrschaft
Im Jahr 1860 brach im Osmanischen Mutasarrifatsgebiet des Libanon ein Bürgerkrieg zwischen Drusen und Maroniten aus. Der Krieg führte zum Massaker an etwa 10.000 Christen und mindestens 6.000 Drusen.
Der Erste Weltkrieg stellte für die Libanesen eine schwere Zeit dar. Die meisten Araber kämpften in der Armee des Osmanischen Reiches gegen die britischen und französischen Soldaten. Mit der Niederlage und Auflösung des Osmanischen Reiches (1908–1922) übernahm eine französische Verwaltung die Kontrolle über das Gebiet unter dem Französischen Mandat für Syrien und den Libanon gemäß dem Völkerbund. Die Franzosen schufen den Staat Großlibanon als Zufluchtsort für die Maroniten, schlossen jedoch eine große muslimische Bevölkerung innerhalb der Grenzen ein. 1926 wurde der Libanon zur Republik erklärt, und eine Verfassung wurde verabschiedet. Diese Verfassung wurde jedoch 1932 ausgesetzt. Verschiedene Fraktionen strebten nach einer Vereinigung mit Syrien oder der Unabhängigkeit von den Franzosen. 1936 wurde die maronitische Phalange-Partei von Pierre Gemayel gegründet, der sich bei der Gründung seiner Partei von der Inszenierung und der Disziplin der nationalsozialistischen Sturmabteilung bei den olympischen Sommerspielen 1936 inspirieren ließ.

### Libanesische Unabhängigkeit
Der Zweite Weltkrieg und die 1940er Jahre brachten tiefgreifende Veränderungen für den Libanon und den Nahen Osten. Dem Libanon wurde die Unabhängigkeit versprochen, die am 22. November 1943 erreicht wurde. Die Freien Französischen Truppen, die 1941 in den Libanon einmarschiert waren, um Beirut von den Vichy-Franzosen zu befreien, verließen das Land 1946. Die Maroniten übernahmen die Macht im Land und in der Wirtschaft. Es wurde ein Parlament geschaffen, in dem sowohl Muslime als auch Christen jeweils eine feste Anzahl von Sitzen erhielten. Demnach sollte der Präsident ein Maronit, der Ministerpräsident ein sunnitischer Muslim und der Parlamentspräsident ein schiitischer Muslim sein.
Der Teilungsplan der Vereinten Nationen für Palästina führte zum Bürgerkrieg in Palästina, zum Ende des britischen Mandats für Palästina und zur israelischen Unabhängigkeitserklärung am 14. Mai 1948. Der andauernde Bürgerkrieg verwandelte sich im Arabisch-Israelischen Krieg von 1948 in einen Staatenkonflikt zwischen Israel und den arabischen Staaten, was dazu führte, dass palästinensische Flüchtlinge die Grenze zum Libanon überquerten.
Im Juli 1958 wurde der Libanon von einem drohenden Bürgerkrieg zwischen maronitischen Christen und Muslimen bedroht. Präsident Camille Chamoun hatte versucht, die Macht der traditionellen politischen Familien im Libanon zu brechen. Diese Familien sicherten sich ihre Wahlerfolge durch enge Klientelverhältnisse mit ihren lokalen Gemeinschaften. Obwohl es ihm gelang, alternative politische Kandidaten für die Wahlen 1957 zu fördern, was dazu führte, dass die traditionellen Familien ihre Positionen verloren, begaben sich diese Familien anschließend in einen Krieg gegen Chamoun, der als „Krieg der Paschas“ bezeichnet wird.
In den vorhergehenden Jahren waren die Spannungen mit Ägypten 1956 eskaliert, als der nicht blockgebundene Präsident Camille Chamoun die diplomatischen Beziehungen zu den westlichen Mächten, die Ägypten während der Suezkrise angegriffen hatten, nicht abbrach, was den ägyptischen Präsidenten Gamal Abdel Nasser verärgerte. Dies geschah im Kontext des Kalten Krieges, und Chamoun wurde oft als pro-westlich bezeichnet, obwohl er mehrere Handelsabkommen mit der Sowjetunion unterzeichnet hatte. Nasser griff Chamoun jedoch wegen seiner vermeintlichen Unterstützung für den von den USA geführten Bagdad-Pakt an, den Nasser als Bedrohung für seinen arabischen Nationalismus ansah. Präsident Chamoun suchte daher regionale Bündnispartner, um Schutz vor ausländischen Armeen zu haben: Der Libanon hatte historisch eine kleine Armee, die angesichts ihrer kosmetischen Natur nicht in der Lage war, die territoriale Integrität des Libanon effektiv zu verteidigen. Daher war es später für die PLO-Fraktionen bzw. ihre bewaffneten Arme ein leichtes Spiel, in den Libanon einzudringen, Stützpunkte aufzubauen und bereits 1968 Armeebarracken an der Grenze zu Israel zu übernehmen. Erste Gefechte führten dazu, dass die Armee nicht nur die Kontrolle über ihre Baracken an die PLO verlor, sondern auch viele Soldaten. Schon zuvor war sich Präsident Chamoun der Verwundbarkeit des Landes gegenüber äußeren Kräften bewusst.
Doch sein libanesischer panarabischer sunnitischer Ministerpräsident Rashid Karami unterstützte Nasser 1956 und 1958. Die libanesischen Muslime drängten die Regierung, der neu gegründeten Vereinigten Arabischen Republik beizutreten, einem Staat, der aus der Vereinigung von Syrien und Ägypten hervorgegangen war, während die Mehrheit der Libanesen, insbesondere die Maroniten, den Libanon als unabhängige Nation mit eigenem nationalem Parlament erhalten wollten. Präsident Camille Chamoun fürchtete den Sturz seiner Regierung und bat um Intervention der USA. Zu dieser Zeit waren die Vereinigten Staaten im Kalten Krieg engagiert. Chamoun bat um Hilfe und erklärte, dass Kommunisten seine Regierung stürzen würden. Chamoun reagierte nicht nur auf den Aufstand ehemaliger politischer Bosse, sondern auch auf die Tatsache, dass sowohl Ägypten als auch Syrien die Gelegenheit genutzt hatten, Stellvertreter in den libanesischen Konflikt zu entsenden. So wurden die Arabische Nationalistische Bewegung (ANM), geleitet von George Habash und später zur Volksfront zur Befreiung Palästinas (PFLP) und damit zu einer Fraktion der PLO werdend, von Nasser in den Libanon geschickt. Die ANM war eine geheime Miliz, die in den 1950er Jahren auf Befehl Nassers in Versuche von Putschen gegen die jordanische Monarchie und den irakischen Präsidenten verwickelt war. Die Gründungsmitglieder von Fatah, darunter Jassir Arafat und Khalil Wazir, reisten ebenfalls in den Libanon, um den Aufstand als Mittel zur Anheizung eines Krieges gegen Israel zu nutzen. Sie beteiligten sich an den Kämpfen, indem sie bewaffnete Kräfte gegen die Regierungssicherheit in der Stadt Tripoli einsetzten.
In jenem Jahr konnte Präsident Chamoun den maronitischen Armeekommandanten Fuad Chehab nicht überzeugen, die Streitkräfte gegen muslimische Demonstranten einzusetzen, da er befürchtete, dass eine Einmischung in die Innenpolitik seine kleine und schwache multikonfessionelle Streitmacht spalten könnte. Stattdessen kam die Phalange-Miliz dem Präsidenten zu Hilfe, um die Straßenblockaden zu beenden, die die großen Städte lahmlegten. Ermutigt durch ihre Bemühungen während dieses Konflikts erreichte die Phalange später im Jahr, vor allem durch Gewalt und den Erfolg allgemeiner Streiks in Beirut, was von Journalisten als „Gegenrevolution“ bezeichnet wurde. Durch ihr Handeln stürzten die Phalangisten die Regierung von Ministerpräsident Karami und sicherten ihrem Führer, Pierre Gemayel, einen Platz im vierköpfigen Kabinett, das anschließend gebildet wurde.
Schätzungen zur Mitgliederzahl der Phalange, wie sie von Yezid Sayigh und anderen wissenschaftlichen Quellen angegeben werden, belaufen sich auf einige Tausend. Nicht-wissenschaftliche Quellen neigen dazu, die Mitgliederzahl der Phalange zu übertreiben. Es ist wichtig zu beachten, dass dieser Aufstand bei vielen Libanesen auf weit verbreitete Ablehnung stieß, da viele keinen Teil an den regionalen politischen Auseinandersetzungen haben wollten. Viele junge Männer unterstützten die Phalange bei der Unterdrückung des Aufstands, insbesondere da viele der Demonstranten nicht viel mehr als Stellvertreterkräfte waren, die von Gruppen wie der ANM und den Gründern von Fatah sowie von den besiegten parlamentarischen Bossen angeheuert worden waren.

### Palästinensischer Aufstand im Libanon
Während der 1960er Jahre herrschte im Libanon relative Ruhe, doch dies sollte sich bald ändern. Fatah und andere Fraktionen der Palästinensischen Befreiungsorganisation (PLO) waren seit Langem unter den 400.000 palästinensischen Flüchtlingen in den libanesischen Lagern aktiv. Im Laufe der 1960er Jahre war das Zentrum der bewaffneten palästinensischen Aktivitäten in Jordanien gewesen, doch nach ihrer Vertreibung durch König Hussein während des Schwarzen Septembers in Jordanien waren sie gezwungen, sich neu zu orientieren. Fatah und andere palästinensische Gruppen hatten versucht, einen Putsch in Jordanien zu inszenieren, indem sie eine Spaltung in der jordanischen Armee förderten, etwas, das die Arabische Nationalbewegung (ANM) ein Jahrzehnt zuvor auf Nasser's Geheiß versucht hatte. Jordanien reagierte jedoch und vertrieb die Kräfte in den Libanon. Bei ihrer Ankunft schufen sie "einen Staat im Staate". Diese Aktion wurde von der libanesischen Regierung nicht begrüßt und erschütterte das fragile konfessionelle Klima des Libanon.
Solidarität mit den Palästinensern wurde durch die libanesischen Sunniten ausgedrückt, jedoch mit dem Ziel, das politische System von einem der Konsensbildung zwischen verschiedenen Konfessionen hin zu einem zu verändern, in dem ihr Machtanteil erhöht würde. Bestimmte Gruppen innerhalb der Libanesischen Nationalbewegung (LNM) strebten eine säkularere und demokratischere Ordnung an, doch als diese Gruppe zunehmend islamistische Gruppierungen umfasste, die durch die PLO ermutigt wurden beizutreten, wurde die ursprünglich progressivere Agenda bis Januar 1976 aufgegeben. Islamisten unterstützten keine säkulare Ordnung im Libanon und strebten die Herrschaft durch muslimische Geistliche an. Diese Ereignisse, insbesondere die Rolle von Fatah und der Tripoli-Islamistenbewegung, bekannt als Tawhid, führten dazu, dass die Agenda vieler Gruppen, einschließlich der Kommunisten, verändert wurde. Diese heterogene Koalition wird oft als linksgerichtet bezeichnet, doch viele Teilnehmer waren tatsächlich sehr konservativ und hatten religiöse Elemente, die keine breitere ideologische Agenda teilten; vielmehr wurden sie durch das kurzfristige Ziel vereint, die etablierte politische Ordnung zu stürzen, wobei jede Gruppe durch ihre eigenen Missstände motiviert war.
Diese Kräfte ermöglichten es der PLO und Fatah (Fatah stellte 80 % der Mitglieder der PLO und Fatah-Guerillas kontrollierten die meisten ihrer Institutionen), den westlichen Teil Beiruts in ihre Hochburg zu verwandeln. Die PLO hatte Anfang der 1970er Jahre das Herz von Sidon und Tyros übernommen und kontrollierte große Teile des Südlibanon, in denen die einheimische schiitische Bevölkerung die Demütigung erleiden musste, PLO-Kontrollpunkte zu passieren, und nun hatten sie sich gewaltsam bis nach Beirut vorgearbeitet. Die PLO tat dies mit Hilfe sogenannter Freiwilliger aus Libyen und Algerien, die über die von ihr kontrollierten Häfen eingeschifft wurden, sowie einer Reihe von sunnitischen libanesischen Gruppen, die von der PLO/Fatah ausgebildet und bewaffnet worden waren und ermutigt wurden, sich als eigenständige Milizen zu deklarieren. Doch wie Rex Brynen in seiner Veröffentlichung über die PLO klarstellt, waren diese Milizen nichts weiter als "Schaufenster" oder auf Arabisch "Dakakin" für Fatah, bewaffnete Banden ohne ideologische Grundlage und ohne organischen Grund für ihre Existenz, außer dass ihre einzelnen Mitglieder auf der Gehaltsliste der PLO/Fatah standen.
Der Streik der Fischer in Sidon im Februar 1975 kann ebenfalls als die erste wichtige Episode angesehen werden, die den Ausbruch der Feindseligkeiten auslöste. Dieses Ereignis betraf ein spezifisches Problem: den Versuch des ehemaligen Präsidenten Camille Chamoun (ebenfalls Leiter der maroniten-orientierten National-Liberalen Partei), das Fischereiwesen entlang der Küste des Libanon zu monopolisieren. Die von den Fischern wahrgenommenen Ungerechtigkeiten riefen bei vielen Libanesen Sympathie hervor und verstärkten das weit verbreitete Ressentiment und die Antipathie gegenüber dem Staat und den wirtschaftlichen Monopolen. Die Demonstrationen gegen das Fischereiunternehmen verwandelten sich schnell in eine politische Aktion, die von der politischen Linken und ihren Verbündeten in der Palästinensischen Befreiungsorganisation (PLO) unterstützt wurde. Der Staat versuchte, die Demonstranten zu unterdrücken, und ein Scharfschütze tötete Berichten zufolge eine populäre Persönlichkeit der Stadt, den ehemaligen Bürgermeister von Sidon, Maarouf Saad.
Viele nicht-akademische Quellen behaupten, ein Regierungsscharfschütze habe Saad getötet; es gibt jedoch keine Beweise, die eine solche Behauptung stützen, und es scheint, dass derjenige, der ihn tötete, beabsichtigte, dass das, was als kleine und ruhige Demonstration begann, zu etwas Größerem eskaliert. Der Scharfschütze zielte auf Saad genau am Ende der Demonstration, als sie sich auflöste. Farid Khazen, der sich auf die lokalen Geschichtsschreibungen von Sidon-Akademikern und Augenzeugen stützt, gibt eine Übersicht über die rätselhaften Ereignisse des Tages basierend auf deren Forschungen. Andere interessante Fakten, die Khazen basierend auf der Arbeit der Sidon-Akademiker enthüllt, beinhalten, dass Saad nicht im Streit mit dem Fischereikonsortium stand, das aus jugoslawischen Staatsangehörigen bestand. Tatsächlich hatten die jugoslawischen Vertreter im Libanon mit der Fischergewerkschaft verhandelt, um die Fischer zu Anteilseignern des Unternehmens zu machen; das Unternehmen bot an, die Ausrüstung der Fischer zu modernisieren, ihren Fang zu kaufen und ihrer Gewerkschaft eine jährliche Subvention zu gewähren. Saad, als Gewerkschaftsvertreter (und nicht als Bürgermeister von Sidon zu dieser Zeit, wie viele fehlerhafte Quellen behaupten), wurde ebenfalls ein Platz im Vorstand des Unternehmens angeboten. Es gab einige Spekulationen, dass Saads Versuche, die Differenzen zwischen den Fischern und dem Konsortium zu verringern, und seine Annahme eines Platzes im Vorstand ihn zu einem Ziel des Angriffs durch den Verschwörer machten, der einen vollständigen Konflikt um den kleinen Protest herum anstrebte. Die Ereignisse in Sidon blieben nicht lange eingedämmt. Die Regierung begann 1975, die Kontrolle über die Situation zu verlieren.

### Politische Spaltung und Sektierertum
Im Vorfeld des Krieges und in seinen frühen Phasen versuchten die Milizen, politisch orientierte, nicht-sektiererische Kräfte zu sein, doch aufgrund der konfessionellen Natur der libanesischen Gesellschaft erhielten sie zwangsläufig ihre Unterstützung von derselben Gemeinschaft, aus der ihre Anführer stammten. Auf lange Sicht identifizierten sich fast alle Milizen offen mit einer bestimmten Gemeinschaft. Die beiden Hauptallianzen waren die Libanesische Front, bestehend aus nationalistischen Maroniten, die gegen die palästinensische Militanz im Libanon waren, und die Libanesische Nationalbewegung, die aus pro-palästinensischen Linken bestand. Die LNM löste sich nach der israelischen Invasion von 1982 auf und wurde durch die Libanesische Nationale Widerstandsfront ersetzt, die auf Arabisch als Jammoul bekannt ist.
Während des Krieges operierten die meisten oder alle Milizen mit wenig Rücksicht auf die Menschenrechte, und der konfessionelle Charakter einiger Schlachten machte unbeteiligte Zivilisten häufig zu Zielen.

### Finanzen
Mit dem Fortgang des Krieges entwickelten sich die Milizen immer mehr zu mafiaähnlichen Organisationen, wobei viele Kommandanten sich mehr dem Verbrechen als dem Kämpfen widmeten. Die Finanzierung der Kriegsanstrengungen wurde auf eine oder alle der folgenden drei Weisen beschafft:
Externe Unterstützung: Insbesondere von Syrien oder Israel. Auch andere arabische Regierungen und Iran stellten erhebliche Mittel bereit. Allianzen wechselten häufig.
Lokale Bevölkerung: Die Milizen und die politischen Parteien, denen sie dienten, glaubten, dass sie die legitime moralische Autorität besäßen, um Steuern zu erheben, um ihre Gemeinschaften zu verteidigen. Straßenkontrollen waren eine besonders gängige Methode, um diese (angeblich) legitimen Steuern einzutreiben. Solche Steuern wurden prinzipiell von einem Großteil der Bevölkerung, die sich mit der Miliz ihrer Gemeinschaft identifizierten, als legitim angesehen. Allerdings nutzten viele Milizionäre Steuern/Zölle als Vorwand, um Geld zu erpressen. Darüber hinaus erkannten viele Menschen die Steuererhebungsautorität der Milizen nicht an und betrachteten alle Geldbeschaffungsaktivitäten der Milizen als mafiaähnliche Erpressung und Diebstahl.
Schmuggel: Während des Bürgerkriegs entwickelte sich der Libanon zu einem der größten Produzenten von Betäubungsmitteln weltweit, wobei ein Großteil der Haschischproduktion im Bekaa-Tal konzentriert war. Allerdings wurde auch vieles andere geschmuggelt, wie Waffen und Nachschub, allerlei gestohlene Waren und reguläre Handelsgüter. Krieg hin oder her, der Libanon gab seine Rolle als Mittelsmann im europäisch-arabischen Geschäft nicht auf. Viele Schlachten wurden um die libanesischen Häfen geführt, um den Schmugglern Zugang zu den Seewegen zu verschaffen.

### Kantone
Während die Autorität der Zentralregierung zerfiel und rivalisierende Regierungen den nationalen Anspruch erhoben, begannen die verschiedenen Parteien/Milizen, umfassende staatliche Verwaltungen in ihrem Gebiet zu schaffen. Diese wurden als Kantone, schweizerähnliche autonome Provinzen, bezeichnet. Der bekannteste war „Marounistan“, das Gebiet der Phalangisten/Libanesischen Streitkräfte. Das Gebiet der Progressiven Sozialistischen Partei war die „Zivilverwaltung des Gebirges“, allgemein bekannt als der Jebel-el-Druze (gemeint ist der Gebirgsabschnitt Chouf des Libanongebirges südöstlich von Beirut, mit dem Namen wurde früher auch ein drusischer Staat im Hauran-Gebirge im Süden Syriens verwendet bezeichnet). Das Marada-Gebiet um Zgharta war als „Nördlicher Kanton“ bekannt.
Wilton Wynn, ein Korrespondent des Magazins TIME, besuchte im Jahr 1976 das christliche Kanton Ost-Beirut, das im selben Jahr gegründet wurde. Er berichtete, dass im Vergleich zu den Dörfern außerhalb des Kantons in den maronitischen Städten und Dörfern kein Müll die Straßen verschmutzte, das Benzin ein Fünftel des Preises kostete, der in West-Beirut verlangt wurde, und der Brotpreis auf einem Niveau kontrolliert wurde, das mit den Preisen vor dem Krieg vergleichbar war.

## Verlauf
Am Anfang wurde vor allem zwischen der Nationalen Bewegung aus muslimischen, palästinensischen und linken Kräften und der Libanesischen Front aus christlichen, vor allem maronitischen Gruppen, gekämpft. Dazu kamen auch noch syrische Interventionen, die unter anderem 1976 mit dem Mandat der Arabischen Liga und einer 30.000 Mann starken Interarabischen Sicherheitstruppe zu Gunsten der maronitischen Gruppierungen eingriffen. Innerhalb der Libanesischen Front errangen die rechtsgerichteten Phalangisten der Maroniten unter Pierre Gemayel den dominierenden Einfluss. Seit 1979 kam es auch noch zu Kämpfen zwischen den sunnitischen (Murabitun-Miliz) und schiitischen Milizen sowie zwischen libanesischen und palästinensischen sowie prosyrischen (Amal-Miliz) und proiranischen Gruppierungen – Vorläufern der Hisbollah.

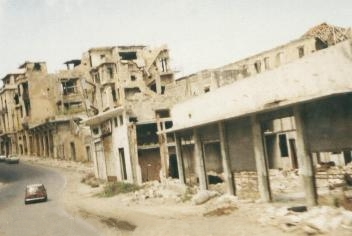
Beirut im April 1978

Als direkte Reaktion auf den Küstenstraßen-Anschlag und um die Stützpunkte der PLO im südlichen Libanon zu zerschlagen, drang Israel eine Woche lang (14. bis 21. März 1978) in den südlichen Libanon ein. Die Operation Litani sollte die Nordgrenze Israels vor bewaffneten Attentaten und Übergriffen schützen.  Später unterstützte Israel die christlichen Milizen und die israelfreundliche Südlibanesische Armee (SLA) mit Geld, Ausrüstung und Hilfen bei der Ausbildung.
Von Juni bis September 1982 führten israelische Streitkräfte den Libanon-Feldzug mit dem Ziel, die bewaffneten palästinensischen Strukturen zu zerschlagen. Israelische Streitkräfte lieferten sich 1982 heftige Kämpfe mit syrischen Truppen, belagerten dann West-Beirut und zwangen die PLO zum Rückzug aus dem Libanon. Dieser Rückzug wurde von der Multinational Force in Lebanon (MNF) kontrolliert und im August 1982 abgeschlossen. Die MNF bestand aus rund 1200 US-Marineinfanteristen, 800 französischen, 400 italienischen und rund 100 britischen Soldaten.

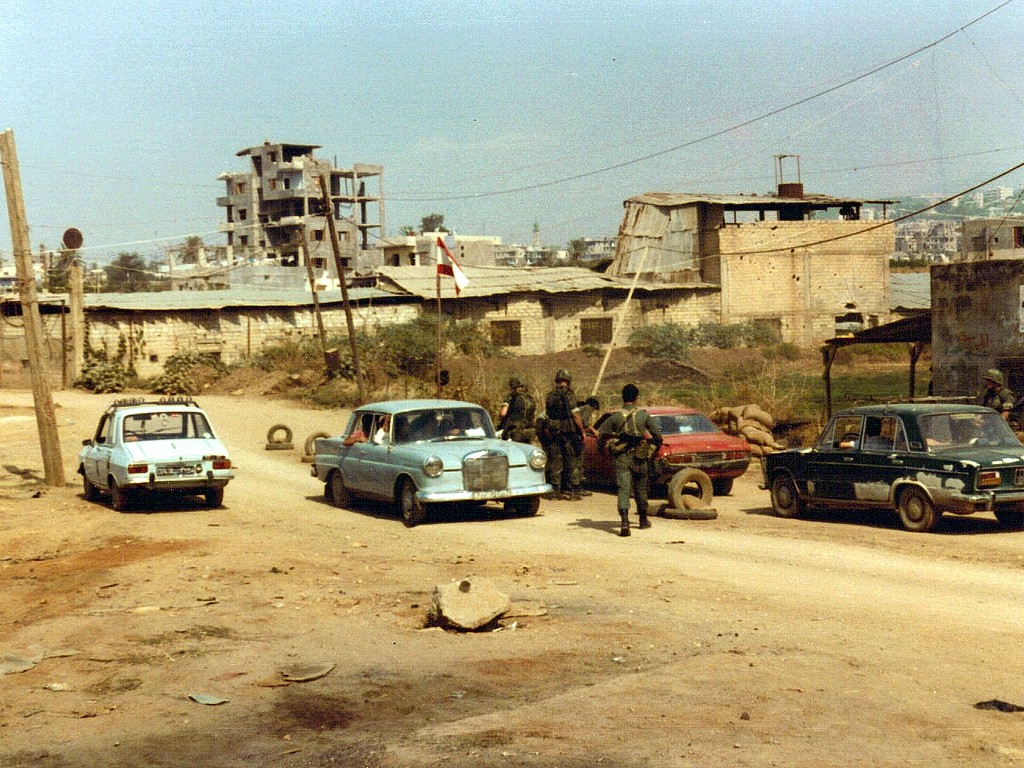
Kontrollpunkt in Beirut, 1982

Der Maronit und Führer der Phalangisten, Bachir Gemayel (Sohn von Pierre Gemayel) wurde am 23. August zum Präsidenten gewählt. Am 14. September 1982 starb Bachir Gemayel durch ein Bombenattentat. Zwei Tage später verübten etwa 150 Milizionäre in den palästinensischen Flüchtlingslagern Sabra und Schatila ein Massaker. Die Schätzungen über die Zahl der Opfer sind sehr umstritten und reichen von 460 bis 2500. Das israelische Militär hatte die Milizionäre – unter der Vorgabe, dort nach Waffenlagern zu suchen – in die Lager geschickt. Das verschärfte Aufeinandertreffen von Israel und dem sowjetischen Verbündeten Syrien bewegte die USA von 1981 zu einem stärkeren Eingreifen in den Bürgerkrieg. Diplomatische Bemühungen aus Washington wurden von nun an vorübergehend ein weiterer bestimmender Faktor in dem Konflikt. Zudem erhielt nach dem Libanon-Feldzug der Einfluss Israels auf den Bürgerkrieg eine neue Qualität, da das Nachbarland eine „Sicherheitszone“ im Süden des Libanon bis zum Jahr 2000 besetzt hielt.
Nach Bachirs Tod wurde dessen älterer Bruder Amin Gemayel Präsident; er hatte das Amt eine volle Amtsperiode (sechs Jahre) inne. Er wurde von den USA und Israel grundsätzlich als stabilisierender Faktor angesehen und unterstützt. Allerdings sperrte die US-Regierung sich strikt gegen eine Ausweitung der MNF auf bis zu 30.000 Mann, die Gemayel zur Unterdrückung weiterer Kämpfe zwischen den Milizen einzusetzen gedachte. Die während Amin Gemayels Amtszeit zwischen den Bürgerkriegsparteien geführten Friedensgespräche blieben erfolglos. Die Phalangisten verloren unter Gemayel innerhalb der Libanesischen Front an Einfluss, als die christliche Rechte sich spaltete.
Bis Ende 1982 versuchten US-Diplomaten erfolglos, Israel und Syrien zu einem aufeinander abgestimmten, beidseitigen Abzug ihrer Truppen aus dem Libanon zu bewegen. Danach lehnte die USA sich wieder stärker an Israel an und versuchten, einen Frieden zwischen dem Land und Libanon mit einem schrittweisen einseitigen Truppenabzug zu vermitteln. Das daraus hervorgehende Abkommen vom 17. Mai 1983 zwischen den USA, Israel und Libanon erwies sich als ein Fehlschlag.
Am 18. April 1983 griff die Hisbollah, die seit Herbst 1982 von Syrien und Iran massiv aufgebaut worden war, die US-Botschaft in Beirut mittels einer Autobombe an. Dabei starben 63 Menschen, darunter Robert Ames, der Regionalleiter des US-Auslandsgeheimdienstes CIA. Ebenfalls im Frühjahr 1983 schlossen sich Verbündete Syriens zur Nationalen Rettungsfront zusammen, darunter der Ex-Präsident Suleiman Frangieh, der Drusenführer Walid Dschumblat und Teile der PLO, die den Abzug verweigert hatten. Das Bündnis ging sowohl gegen israelische und US-Truppen als auch gegen die Regierung Gemayel vor.
Am 4. Juli 1983 kündigte Israel den Rückzug seiner Truppen in die südliche Sicherheitszone an. Den durch den ersten Abzugsschritt frei werden Raum rund um das Libanongebirge versuchten sowohl Regierungstruppen mit US-Unterstützung als auch Drusenmilizen unter Dschumblat zu besetzen, die dort ihre Kerngebiete hatten. Die folgenden Kämpfe in den Distrikten Chouf und Alayh wurden als Bergkrieg bezeichnet. Wegen dieses Konflikts, in dem die Drusen die Oberhand zu gewinnen begannen, und des zunehmenden Drucks anderer politischer Gruppen stand Gemayel im Spätsommer 1983 kurz vor dem Rücktritt. Ein Staatszerfall des Libanon drohte. Verhandlungen des neuen US-Beauftragten für den Mittleren Osten, Robert McFarlane, in Syrien führten eher zu einer Verschärfung des Tons: Während die USA mit dem Kreuzen von Marineeinheiten vor der syrischen Küste drohten, kündigten die Syrer für diesen Fall die Versenkung der Schiffe an, falls nötig mit sowjetischer Hilfe. Anfang September 1983 wurde die US-Botschaft in Beirut unter Artilleriefeuer genommen. Präsident Reagan ordnete daraufhin eine aggressive Gegenwehr der im Land befindlichen Marines gegen mögliche Provokationen an und beorderte das Schlachtschiff New Jersey vor die libanesische Küste. Am 19. September gab das Schiff einer libanesischen Regierungsbrigade Artillerieunterstützung, die im Ort Souk El Gharb von Einheiten der Nationalen Rettungsfront eingeschlossen waren. Kurz darauf mäßigten die syrischen Verbündeten ihren politischen und militärischen Druck gegen die libanesische Regierung, so dass Gemayel im Amt blieb. Allerdings waren die US-Truppen damit von einer bisher neutralen Ordnungsmacht zur Partei im Bürgerkrieg auf der Seite der Regierung geworden. Auch in den folgenden Monaten kam es immer wieder zum Einsatz amerikanischer Schiffsartillerie gegen Ziele im Libanon.

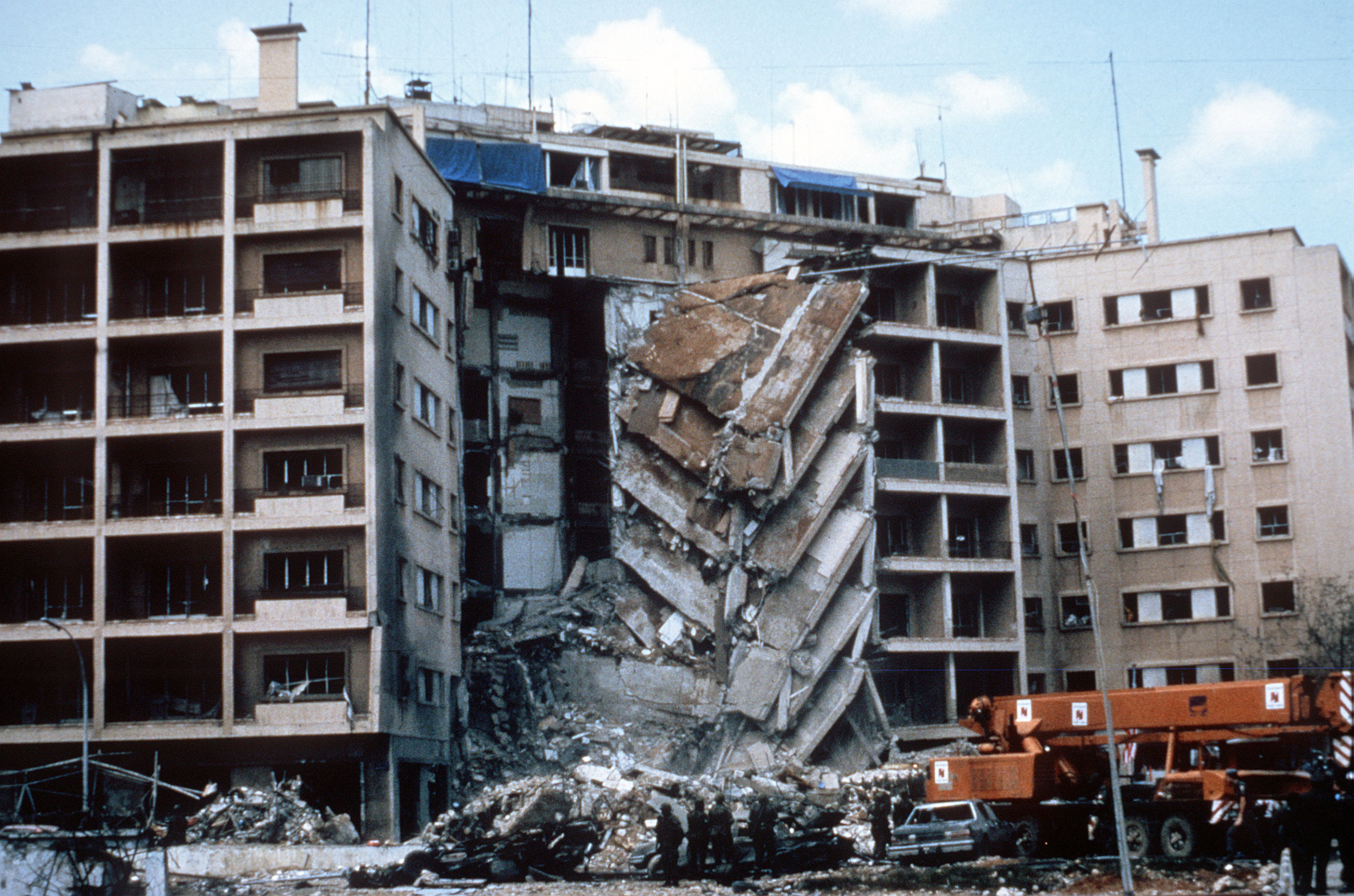
Die im April 1983 durch einen Bombenanschlag zerstörte US-Botschaft in Beirut

Am 23. Oktober 1983 wurden zwei verheerende gleichzeitige Bombenanschläge auf die Unterkünfte der US-Marines und der französischen Fallschirmjäger verübt; 241 US-Soldaten und 58 Franzosen starben. Weder auf diplomatischer noch auf militärischer Ebene gelang den USA eine klare Reaktion. Die Flottenpräsenz wurde Mitte November auf eine Flugzeugträgerkampfgruppe ausgeweitet, zu der sich beobachtende sowjetische Kriegsschiffe gesellten. Bei einem versuchten Luftschlag gegen syrisch-sowjetische Luftabwehrstellungen in der Bekaa-Ebene wurden zwei US-Kampfflugzeuge abgeschossen. Allerdings war auch die syrische Seite wegen einer schweren Herzerkrankung des Präsidenten Hafiz al-Assad und eines Putschs seines Bruders vorübergehend nur eingeschränkt handlungsfähig. Nachdem letzte diplomatische Versuche der USA gescheitert waren, wenigstens getrennte Operationsgebiete Israels und Syriens im Libanon zu erreichen, und wegen des wachsenden innenpolitischen Drucks ordnete US-Präsident Reagan am 7. Februar 1984 die Verlegung der Marineinfanterie und damit des tragenden Teils der MNF auf die Schiffe vor der libanesischen Küste an. Der Abzug der US-Truppen war am 27. Februar abgeschlossen, der der restlichen internationalen Truppen bis zum April.
Präsident Gamayel kündigte nach Gesprächen in Damaskus das niemals wirksame Abkommen vom 17. Mai auf und näherte sich damit an Syrien an, wodurch er im Amt bleiben konnte. Im September 1984 wurde zudem ein weiterer Bombenanschlag auf die US-Botschaft in Beirut verübt. Für die Anschläge wurde die Hisbollah verantwortlich gemacht, die jedoch dementierte, darin verwickelt zu sein. Die mit US-Hilfe wiederaufgebauten libanesischen Streitkräfte zerfielen nun wieder in konfessionell orientierte Milizen. Insgesamt ließ das diplomatische Interesse der USA an einer Beeinflussung des libanesischen Bürgerkriegs stark nach. Israel zog seine Truppen bis Juni 1985 auf einen Teil des südlichen Libanon („Sicherheitszone“) zurück; sie hielten diesen bis zum Sommer 2000 gemeinsam mit der SLA besetzt.
Im Mai 1985 wurden Sabra, Schatila und Burj el-Barajneh erneut Schauplatz schwerer Kämpfe (erster „Lagerkrieg“), diesmal zwischen der palästinensischen PLO und der schiitischen Amal-Miliz.

## Menschenrechtsverletzungen während des Krieges
In einer Frühphase des Krieges ereignete sich das Massaker von Karantina, als christliche Milizen Palästinenser, Schiiten und andere Zivilpersonen im christlich dominierten Ostteil von Beirut ermordeten. Nur zwei Tage später wurde in Damur das Massaker von Damur von palästinensischen und muslimischen Milizen gegen Hunderte von christlichen Zivilisten verübt. Ein weiteres Massaker des Krieges fand in Sabra und Schatila statt, wo phalangistische Freischärler im südlichen Stadtgebiet von Beirut über 1000 palästinensische Flüchtlinge töteten.

## Ausgang
Als sich das libanesische Parlament 1988 nicht auf einen Nachfolger für Amin Gemayel einigen konnte, ernannte er den Militärstabschef General Michel Aoun zum Regierungschef, der im März 1989 einen Befreiungskrieg gegen Syrien erklärte. Es kam zur Ausrufung einer muslimischen Gegenregierung und in der Syrien-Frage zum Bruch zwischen dem Maroniten Aoun und dem ebenfalls maronitischen Milizenführer Samir Geagea, was schwere Kämpfe zwischen den christlichen Forces Libanaises und den von Aoun befehligten christlichen Teilen der regulären Streitkräfte nach sich zog. Letztere wurden im Oktober 1990 von der anrückenden syrischen Armee vernichtend geschlagen. Bereits im Oktober 1989 war in Ta'if unter der Vermittlung von Saudi-Arabien ein Friedensabkommen unterzeichnet worden, das u. a. eine paritätische Sitzverteilung von Muslimen und Christen im libanesischen Parlament vorsah. Nach Aouns Niederlage konnte das Abkommen in Kraft treten.
Der Bürgerkrieg forderte 90.000 Todesopfer, 115.000 Verletzte und 20.000 Vermisste. 800.000 Menschen flohen ins Ausland. Ein unter syrischem Druck geschlossener „Kooperationsvertrag“ im Mai 1991 machte den Libanon bis 2005 praktisch zum syrischen Protektorat.
Das Eisenbahnnetz des Libanon (Chemin de fer de l’État Libanais, CEL) wurde durch den Bürgerkrieg zerstört und ist heute vollständig stillgelegt.